# غريغ براون (رجل أعمال)
غريغ براون (بالإنجليزية: Greg Brown)‏ هو شخصية أعمال وكبير الإداريين التنفيذيين ورائد أعمال أمريكي، ولد في 1960 في شيكاغو في الولايات المتحدة.

## وصلات خارجية
- غريغ براون على موقع إن إن دي بي (الإنجليزية)